# Grande compression
La Grande compression (en anglais the Great Compression) est un terme utilisé pour décrire la compression des écarts de revenus aux États-Unis intervenu à la fin des années 1930 et début des années 1940. Durant cette période, l'inégalité économique entre les plus riches et les plus pauvres fut fortement réduite par une plus grande redistribution des richesses, un pouvoir croissant des syndicats et une très forte imposition des hauts revenus, politiques mises en place par l'administration Roosevelt pendant le New Deal. 
Ainsi par exemple entre 1936 et 1939, les 150 dirigeants les mieux payés des 50 plus grandes entreprises américaines touchaient une rémunération équivalent à 82 fois le salaire moyen. Entre 1960 et 1969, leur rémunération n'était plus que de 36 fois ce salaire moyen.
Le terme a été inventé par Claudia Goldin et Robert Margo (en) dans un article de 1992 et fait écho au terme de Grande dépression, période pendant laquelle cette Grande compression débuta. Le terme fut popularisé par Paul Krugman et lui est quelquefois attribué (en fait Krugman reprend le terme et l'applique pour nommer la période entre 1937 et 1942 dans les cinq grandes périodes économiques qu'il définit pour les États-Unis entre la fin de la guerre de Sécession et aujourd'hui dans son ouvrage de 2007 The Conscience of a Liberal (en) traduit en français sous le titre L'Amérique que nous voulons).